# Rafael Araneda
Rafael Luis Araneda Maturana, né le 18 septembre 1969 à Santiago, est un journaliste et présentateur de télévision chilien.

## Biographie
Rafael Araneda a fait ses études secondaires au Colegio San Ignacio El Bosque, l'une des écoles catholiques les plus prestigieuses d'Amérique latine.

## Télévision

### Émissions
| Année       | Titre                                          | Rôle                                  | Chaîne       |
| ----------- | ---------------------------------------------- | ------------------------------------- | ------------ |
| 1994        | Club de amigos de La Red                       | Reporter                              | La Red       |
| 1994-1996   | TOP30                                          | Animateur                             | La Red       |
| 1995-1996   | Hot music                                      | Animateur                             | La Red       |
| 1996-1998   | Revolviéndola                                  | Animateur                             | La Red       |
| 1999        | El último verano del siglo                     | Animateur                             | TVN          |
| 1999-2000   | Domingo 7                                      | Animateur                             | TVN          |
| 2000-2001   | Corazón partido                                | Animateur                             | TVN          |
| 2001        | Día a Día                                      | Animateur                             | TVN          |
| 2001-2004   | Noche de juegos                                | Animateur                             | TVN          |
| 2002-2008   | Rojo fama contrafama                           | Animateur                             | TVN          |
| 2004-2005   | Sin Prejuicios                                 | Animateur                             | TVN          |
| 2005        | Rojo VIP                                       | Animateur                             | TVN          |
| 2006-2008   | El baile en TVN                                | Animateur (avec Karen Doggenweiler)   | TVN          |
| 2008        | Estrellas en el hielo: el baile                | Animateur (avec Karen Doggenweiler)   | TVN          |
| 2009        | Todos a coro                                   | Animateur (avec Karen Doggenweiler)   | TVN          |
| 2009-2010   | Pelotón IV                                     | Animateur                             | TVN          |
| 2010        | 51e Festival de Viña del Mar                   | Jury internationale                   | TVN/Canal 13 |
| 2010        | ¡Fuerza Chile! (Especial terremoto 27/02/2010) | Animateur                             | TVN          |
| 2010        | Circo de estrellas                             | Animateur (avec Karen Doggenweiler)   | TVN          |
| 2010        | La barra del Mundial                           | Animateur                             | TVN          |
| 2008-2011   | La Academia                                    | Présentateur                          | TV Azteca    |
| 2009-2012   | Desafío de estrellas                           | Présentateur                          | TV Azteca    |
| 2010        | Segunda oportunidad                            | Présentateur                          | TV Azteca    |
| 2011        | 52e Festival de Viña del Mar                   | Présentateur (avec Eva Gómez)         | Chilevisión  |
| 2011        | Fiebre de baile IV                             | Animateur                             | Chilevisión  |
| 2011-2012   | Talento chileno                                | Animateur                             | Chilevisión  |
| 2012        | 53e Festival de Viña del Mar                   | Présentateur (avec Eva Gómez)         | Chilevisión  |
| 2012        | El rey del show                                | Animateur                             | Chilevisión  |
| 2012        | ¡No te olvides de la canción!                  | Animateur                             | Chilevisión  |
| 2012        | Password                                       | Présentateur                          | TV Azteca    |
| 2013        | 54e Festival de Viña del Mar                   | Présentateur (avec Eva Gómez)         | Chilevisión  |
| 2013        | ¡Salta si puedes!                              | Animateur                             | Chilevisión  |
| 2014        | El elegido                                     | Animateur                             | Chilevisión  |
| 2014        | 55e Festival de Viña del Mar                   | Présentateur (avec Carolina de Moras) | Chilevisión  |
| 2015        | 56e Festival de Viña del Mar                   | Présentateur (avec Carolina de Moras) | Chilevisión  |
| 2016        | 57e Festival de Viña del Mar                   | Présentateur (avec Carolina de Moras) | Chilevisión  |
| Depuis 2016 | La mañana de Chilevisión                       | Animateur (avec Carolina de Moras)    | Chilevisión  |

## Cinéma
| Année | Film              | Personnage | Réalisateur   |
| ----- | ----------------- | ---------- | ------------- |
| 2006  | Rojo, la película | Liu-même   | Nicolás Acuña |